# Кинана
Кина̀на или Кѝна (на старогръцки: Kυνάνη, Κύνα) е македонска принцеса от династията на Аргеадите, полусестра на Александър Велики.

## Биография
Дъщеря е на Филип II Македонски и илирийската принцеса Евридика. Омъжва се за братовчед си цар Аминта IV, син на Пердика III и Евридика I Македонска. Той е убит през 336 г. пр. Хр. от Александър. От този брак тя има дъщеря Адеа, която по-късно също взема името Евридика. След това е сгодена за Лангар, цар на тракийското племе на агриани, но той умира.
През 335 г. пр. Хр. Кинана придружава полубрат си в неговия поход против илирите, където лично участва в боевете.
След съобщението за смъртта на Александър Велики през 323 г. пр. Хр. във Вавилон тя събира малка войска и отива в Азия, за да омъжи дъщеря си Евридика за Филип III Аридей. По пътя се бие против Антипатър, който ѝ пречи да замине. Тя извоюва пътя си и пресича Хелеспонта. В Азия срещу нея тръгва войска на регента Пердика, командвана от брат му Алкет. Пердика също е против тази сватба. Кинана е заловена от Алкет и след това убита. Кинана успява да пoстигне целта си, понеже македонските войници я зачитат заради войнствения ѝ характер. Войниците настоявали да се състои сватбата и Пердика накрая се съгласил.
През 317 г. пр. Хр. дъщеря ѝ и зет ѝ са убити от нейната мащеха Олимпиада. Следващата година трупът на Кинана e погребан тържествено с тях от Касандър в Еге.